# Freddy Mésot
Frédéricus Alexis Edwardus Alick (Freddy) Mésot, född 25 maj 1905 i Sint-Niklaas i Flandern, död 31 oktober 1979 i Atlanta i Georgia i USA, var en belgisk vinteridrottare som var aktiv inom konståkning under 1920-talet. Han medverkade vid olympiska vinterspelen 1924 i singel herrar, han kom på nionde plats. Han var anmäld till olympiska vinterspelen Garmisch-Partenkirchen 1936 i singel herrar, men startade inte den gången.